# Trevor Story
Trevor John Story (15 de noviembre de 1992) es un beisbolista profesional estadounidense que juega en el infield para los Boston Red Sox, de las Grandes Ligas (MLB). Anteriormente jugó para los Colorado Rockies.
Hizo su debut en MLB en 2016. El 8 de abril de ese año, Story logró un récord para un novato al batear jonrón en cada uno de sus primeros cuatro juegos, además igualó la marca de jonrones para un rookie en el mes de abril, con lo cual fue galardonado como Novato del Mes de abril del 2016, en la Liga Nacional. 
En 2017 lideró las estadísticas de ponches, poder-velocidad (PSN, power-speed number) y extra bases. También consiguió el jonrón más largo de la Liga Nacional en 2018. Después de seis temporadas en Colorado, pasó a ser agente libre y firmó un contrato por seis años con el equipo de Boston.

## Inicio de su carrera
Story asistió al Irving High School en Irving, Texas. Jugó para el equipo de béisbol de los Tigres como campocorto y lanzador, alcanzando las 96 millas por hora (154 km/h) con su bola rápida. También jugó para el equipo de fútbol americano como mariscal de campo, pero dejó este deporte después de su segundo año de secundaria para poder concentrarse más en el béisbol. Se comprometió a asistir a la Universidad Estatal de Luisiana (LSU) con una beca universitaria de béisbol.

## Carrera profesional

### Ligas menores
Los Rockies de Colorado seleccionaron a Story como campocorto en la primera ronda, con la selección general número 45, del draft de la MLB de 2011. Firmó con los Rockies y recibió un bono por firmar de 915,000 dólares, en lugar de asistir a LSU. Después de firmar, jugó para los Casper Ghosts, de la Pioneer League de nivel novato, donde bateó .268.
En 2012, Story jugó para los Asheville Tourists de la Clase A de la Liga del Atlántico Sur (SAL) y fue seleccionado para el equipo de estrellas de esa liga, después de batear .277 con 18 jonrones, 63 carreras impulsadas (RBI) y 43 dobles, cifras con las que lideró a todos los jugadores de SAL.
Antes de la temporada 2013, MLB.com clasificó a Story como el prospecto número 99 en el béisbol. Ese año jugó para los Modesto Nuts, de la Clase A-Advanced California League, y registró un promedio de bateo de .233 con 12 jonrones y 65 carreras impulsadas.
En 2014, después de pasar un breve tiempo con los Tri-City Dust Devils, en Clase A, y sobresalir en Modesto, con un promedio de bateo de .322 y 20 bases robadas, los Rockies ascendieron a Story a los Tulsa Drillers de la Liga Clase AA de Texas, en junio. Con este equipo bateó .205.
Con Troy Tulowitzki jugando como campocorto para los Rockies, Story comenzó a ganar experiencia como segunda y tercera base. Comenzó la temporada 2015 con los New Britain Rock Cats de la Clase AA, de la Liga Este, y tuvo un promedio de bateo de .281 en 300 apariciones en el plato antes de ser ascendido a los Albuquerque Isotopes de la Clase AAA, de la Liga de la Costa del Pacífico, el 1 de julio. En la temporada del 2015, los Rockies cambiaron a Tulowitzki y Story apareció en el equipo de All-Star Futures Game. Terminó esa campaña con un porcentaje de embasado de .350 y 20 jonrones para el New Britain y Albuquerque. Ese año, los Rockies agregaron a Story al roster de 40.

### Colorado Rockies

#### 2016

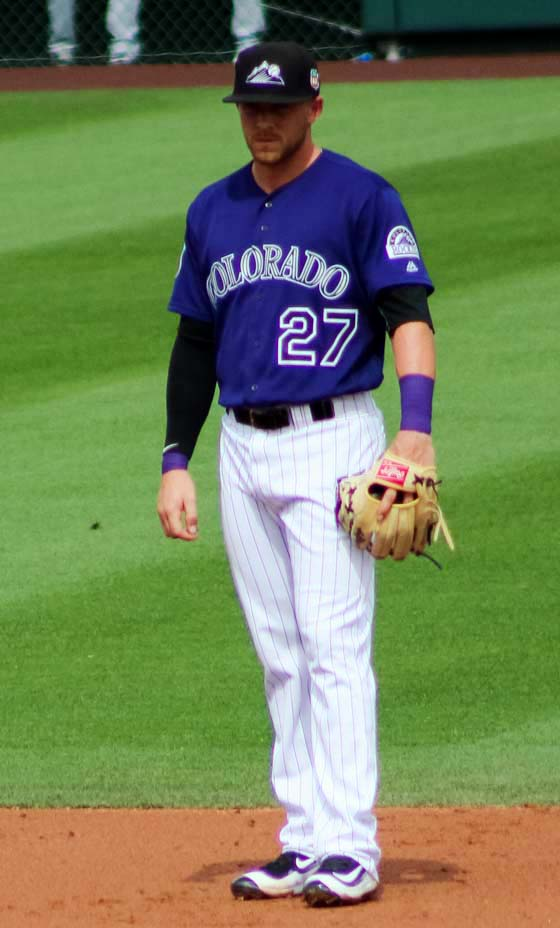
Story en el entrenamiento primaveral de 2016

Con José Reyes suspendido para el principio de la temporada de 2016, Story compitió con Cristhian Adames la titularidad de la posición del campocorto de los Rockies, en el entrenamiento primaveral. Tuvo un promedio de bateo de .340 y se ganó el puesto para el roster del Día Inaugural.
Debutó en grandes ligas, el 4 de abril, en el Día Inaugural de la temporada, como campocorto titular de los Rockies contra los Arizona Diamondbacks. El primer hit de su carrera profesional fue un jonrón de tres carreras ante Zack Greinke; en su segundo turno al bate en Grandes Ligas. Conectó otro jonrón en su siguiente aparición en el plato, convirtiéndose en el séptimo bateador que daba dos jonrones en un juego contra Greinke, el primer jugador de la  Liga Nacional en batear dos vuelacercas en su debut y el primer jugador que marcaba dos jonrones en su debut el Día Inaugural. Al día siguiente, Story nuevamente sacó otro batazo de cuatro esquinas convirtiéndose en el tercer jugador en conectar tres jonrones en sus dos primeros juegos después de Reilly y Joe Cunningham. En su tercer día en grandes ligas, la volvió a sacar del parque, esta vez frente a Patrick Corbin, de Arizona, con lo cual se convirtió en el primer jugador de la historia de la MLB en batear un jonrón em cada uno de sus primeros tres juegos y  un jonrón en sus primeros cuatro turnos.
En su cuarto juego, Story conectó dos jonrones contra los San Diego Padres, convirtiéndose en el primer novato en batear vuelacercas en sus primeros cuatro juegos y el primer jugador de la historia de Grandes Ligas que batea seis jonrones en los primeros cuatro juegos de cualquier temporada. Volvió a dar cuadrangular en su sexto juego, frente al lanzador Brandon Maurer, estableciendo un récord de más vuelacercas (7) en los primeros seis juegos de un equipo, eclipsando el registro anterior de seis batazos de cuatro esquinas  en seis juegos impuestos por Larry Walker, Mike Schmidt y Willie Mays.
Story ganó el premio del Jugador de la Semana de Liga Nacional  durante la primera semana de la temporada. Con diez jonrones en abril, empató el récord para un novato con José Abreu de los Chicago White Sox. Su primer mes en Grandes Ligas fue el líder de los novatos al conseguir 10 cuadrangulares, 19 carreras anotadas, 20 carreras impulsadas y tres triples. Story ganó el premio al Novato del Mes de la Liga Nacional, en abril.
Fue uno de los cinco candidatos para las votaciones del Juego de las Estrellas en su posición. El 2 de agosto, fue colocado en la lista de lesionados por 15 días, debido a un desgarre del ligamento colateral cubital del dedo pulgar. Se sometió a una cirugía en el pulgar y perdió el resto de la temporada. Finalizó su campaña de novato con 101 hits, 67 carreras anotadas, 27 jonrones, y 72 carreras impulsadas.

#### 2017
En la temporada del 2017, Story fue menos contundente y terminó con un promedio de bateo de .239, 32 dobles, 24 jonrones y 82 empujadas. También fue ponchado 191 veces y lideró la estadística en la Liga Nacional.

#### 2018

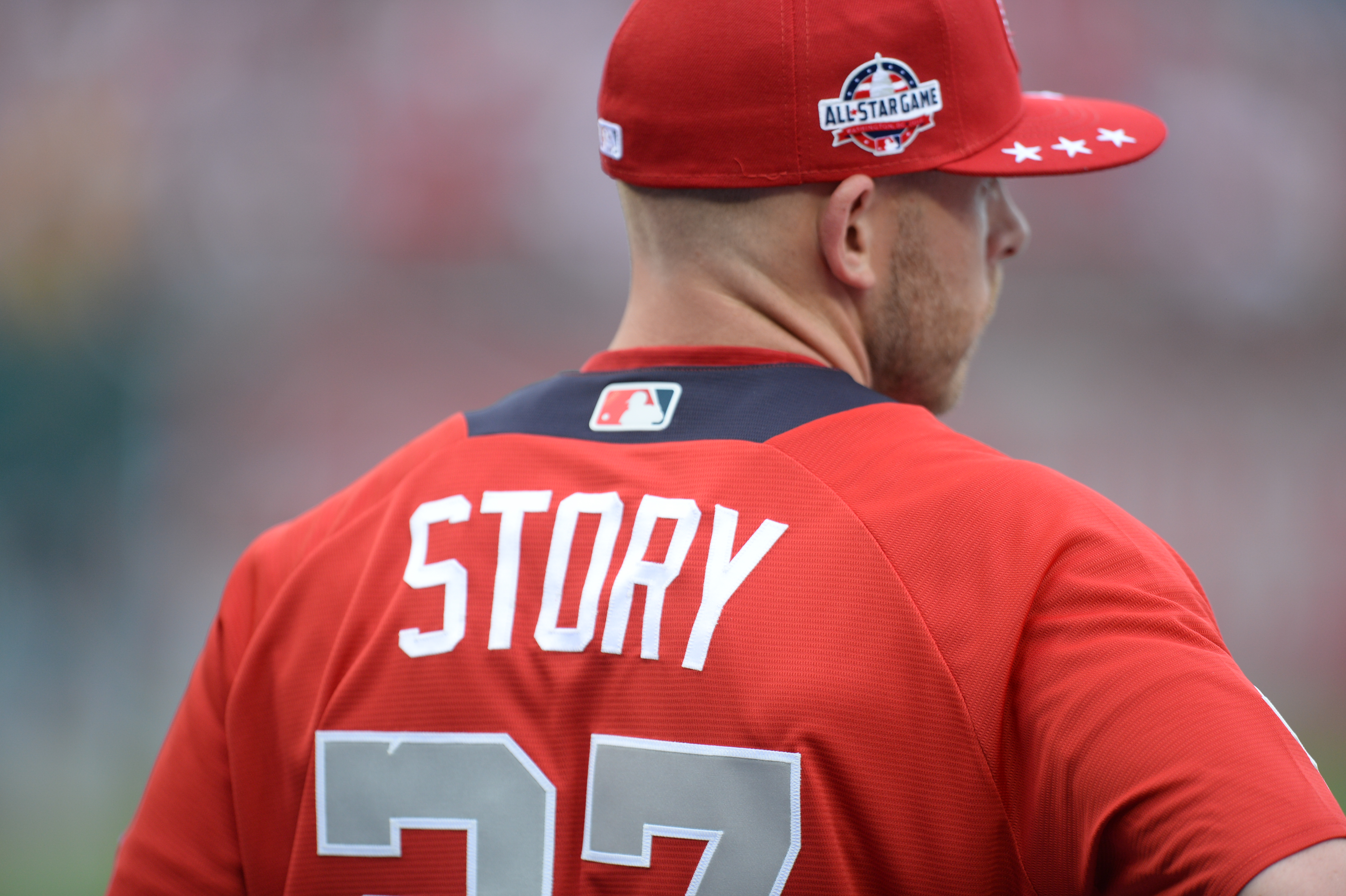
Trevor Story en el Juego de las Estrellas de MLB de 2018

Bateó .284 con 17 jonrones y 62 carreras remolcadas, Story fue incluido en el Juego de las Estrellas de la MLB de 2018. Al final esa campaña, el pelotero terminó con de la 2018 estación, la historia era primero en la Liga Nacional en la estadística de poder-velocidad (PSN) con 31.2;  tuvo un promedio de bateo de .276,  42 dobles (4.º); 37 jonrones (2.º en el LN), 168 ponches (4.º), 108 impulsadas (4.º), y 27 bases robadas (6.º). Además, ese año, Story conectó el jonrón más largo de la temporada en grandes ligas,  el cual fue de 505 pies en el Coors Field.

#### 2019
El 24 de mayo de 2019, Story bateó el jonrón 100 y 101 de su carrera. El 101 permitió la victoria de los Rockies 8-6 sobre los Orioles de Baltimore. Se convirtió en el campocorto más rápido en alcanzar esa marca, superando a Álex Rodríguez, al hacerlo en su juego 448.

#### 2020
En 2020, Story tuvo el número más alto de errores defensivos que cualquier otro torpedero de MLB. En 59 juegos, el pelotero dirigió el equipo con 11 vuelacercas y fue el segundo remolcador de su club con 28. También, ese año, lideró el departamento de bases robadas de la Liga Nacional con 15, bateó 4 triples y quedó 11 en la votación del Jugador Más Valioso de la Liga Nacional.

#### 2021
La producción Story disminuyó ligeramente al inicio de 2021, aunque no por mucho. En 142 juegos bateó.251/.329/.471 con 24 jonrones, incluyendo un vuelacerca que dejó en el terreno a los Diamondbacks  el 23 de mayo.
El 17 de noviembre, Story rechazó una oferta de 18,4 millones de dólares de los Rockies, lo cual lo convirtió en agente libre dentro de un mercado competido de campocortos junto con Carlos Correa, Corey Seager y Javier Báez.

### Boston Red Sox
El 23 de marzo de 2022, Story firmó un contrato de seis temporadas por 140 millones de dólares con los Boston Red Sox.

## Vida personal
Story contrajo matrimonio, el 16 de noviembre de 2018, con su novia de la secundaria, Mallie Crown, en Grapevine, Texas. Story es cristiano.
Su padre, Ken Story, es un bombero y paramédico retirado. Su madre, Teddie, era la directora ejecutiva de un banco de alimentos de la localidad. Su hermano mayor, Tyler Story, jugó béisbol en Irving y para la Universidad de Texas en Austin.
Story creció como fanático de los Texas Rangers.

### Estadísticas e información del jugador
- MLB
- ESPN
- Baseball Reference,
- Fangraphs,
- Baseball Reference (Minors),
- Retrosheet
- Trevor Story on Twitter